# Malachi Pearson
Pour les articles homonymes, voir Pearson.
Malachi Pearson est un acteur américain, né le 12 juin 1981  dans le comté de San Luis Obispo, Californie. 

## Biographie
Malachi Pearson est surtout connu pour être la voix anglaise de Casper.

## Filmographie
- 1982 : Capitol ("Capitol") (série TV) : Scotty Harper #21986-1987)
- 1989 : La Petite Sirène (The Little Mermaid) de John Musker et Ron Clements : Additional Voices (voix)
- 1991 : Commando suprême (Suburban Commando) : Eric
- 1992 : Quicksand: No Escape (TV) : Tommy
- 1993 : Donato père et fille (Donato and Daughter) (TV)
- 1994 : In Search of Dr. Seuss (TV) : Additional Voice Over (voix)
- 1995 : Casper : Casper (McFadden) (voix)
- 1996 : Casper (série TV) : Casper